# Romildo Magalhães
Romildo Magalhães da Silva (Feijó, 9 de abril de 1946 - Rio Branco, 14 de julho de 2024) foi um político brasileiro filiado ao Progressistas, Foi eleito prefeito de Feijó, sua cidade natal, por dois mandatos, Deputado Estadual e vice-governador do Acre, na chapa do ex-governador Edmundo Pinto (PDS).
Após o assassinato de Edmundo Pinto em 17 de maio de 1992, Romildo assumiu a titularidade do mandato, exercendo o cargo até 1° de janeiro de 1995.
Faleceu em 14 de julho de 2024, aos 78 anos, em decorrência de complicações da Diabetes.

## Desempenho Eleitoral
| Ano  | Eleição            | Cargo             | Partido         | Partido | Coligação                                      | Vice/Titular | Votos para Romildo | Votos para Romildo | Votos para Romildo | Votos para Romildo | Resultado | Ref   |
| Ano  | Eleição            | Cargo             | Partido         | Partido | Coligação                                      | Vice/Titular | T.                 | Total              | %                  | P.                 | Resultado | Ref   |
| ---- | ------------------ | ----------------- | --------------- | ------- | ---------------------------------------------- | ------------ | ------------------ | ------------------ | ------------------ | ------------------ | --------- | ----- |
| 1986 | Estadual do Acre   | Deputado Estadual |                 | PDS     | Coligação Progressista do Acre (PDT, PDS, PFL) | —            | 1°                 | 1.518              | 1,18%              | 17°                | Eleito    | [ 1 ] |
| 1990 | Estadual do Acre   | Vice-governador   | Partido Isolado | PDS     | Titular: Edimundo Pinto (PDS)                  | 1°           | 35.228             | 28,64%             | 1°                 | Segundo Turno      |           | [ 1 ] |
| 1990 | Estadual do Acre   | Vice-governador   | Partido Isolado | PDS     | Titular: Edimundo Pinto (PDS)                  | 2°           | 71.876             | 54,61%             | 1°                 | Eleito             |           | [ 1 ] |
| 1996 | Municipal de Feijó | Prefeito          |                 | PPB     | -                                              | -            | 1°                 | -                  | -                  | 1°                 | Eleito    | [ 1 ] |